# Vermogensvergelijking
De vermogensvergelijking, ook wel kapitaalsvergelijking, is een methode voor ondernemers en ondernemingen om via een methode van enkel boekhouden per periode de fiscale winst te berekenen. Dit is van belang voor de aangifte voor de Nederlandse Inkomsten- en Vennootschapsbelasting. De vermogensvergelijking wordt wel als extracomptabel gezien, dat wil zeggen dat dit overzicht niet als zodanig in de administratie van een bedrijf wordt aangetroffen, maar dat het wel aan de hand van de gegevens in de administratie kan worden opgesteld. De term 'vermogensvergelijking' lijkt een puur Nederlandse term die elders niet in gebruik is. De vermogensvergelijking is een goede methode om de gevolgen van inflatie buiten de fiscale winst te houden. Er wordt immers alleen naar de omvang van het vermogen gekeken en niet naar de koopkracht ervan. Dit komt overeen met het 'nominalisme' dat voor de fiscale winst heeft te gelden.

## Wettelijk kader
De vermogensvergelijking is thans niet woordelijk in de belastingwet of elders in de wetgeving geregeld. Dit is eerder anders geweest. Zo bepaalde artikel 5 lid 1 van het Besluit op de Winstbelasting 1940 (dit is een voorloper van de huidige Wet Vennootschapsbelasting):

Onder winst over eenig jaar wordt verstaan het verschil tusschen het zuivere vermogen van het lichaam bij het einde van het jaar en het zuivere vermogen bij het begin van dat jaar, vermeerderd met de geldswaarde van hetgeen in den loop van het jaar als terugbetaling van kapitaal, als uitdeeling aan deelgerechtigden in de winst, en, in het algemeen, anders dan voor bedrijfsdoeleinden aan het vermogen is onttrokken en verminderd met de in de loop van het jaar ontvangen stortingen van kapitaal. Uitsluitend voor de toepassing van dit artikel geldt de winstbelasting als een uitdeling aan deelgerechtigden in de winst. 

Deze definitie is duidelijk en eenvoudig geformuleerd en is heden nog volkomen geldig. Hoewel de vermogensvergelijking niet wettelijk verplicht is voor bedrijven, is het een veelgebruikt middel bij de fiscale aangifte. Bedrijven die niet over fiscaal vermogen beschikken (zoals ondernemingen door een vrij beroep) kunnen echter van een winst- en verliesrekening gebruikmaken om het bedrag van de fiscale winst te berekenen.

## Techniek van de vermogensvergelijking
Bij de vermogensvergelijking wordt van het zogenaamde enkel boekhouden gebruikgemaakt. Dit wil zeggen dat er alleen naar het totale bedrag van het Eigen vermogen (ook wel Fiscaal Vermogen of Fiscaal Ondernemingsvermogen genoemd) wordt gekeken. De vermogens worden aan het begin en einde van het jaar (of andere periode) vergeleken met elkaar. De aldus gevonden positieve of negatieve uitkomst wordt gecorrigeerd met privéstortingen en onttrekkingen (of opnames). Dit geeft uiteindelijk de Winst door Vermogensvergelijking. Deze methode is zeer kort en eenvoudig en onderscheidt zich van het dubbel boekhouden. Bij dubbel boekhouden wordt gewerkt met een balans en winst-en-verliesrekening waarbij alle bedrijfsgebonden veranderingen in het eigen vermogen apart worden geadministreerd. De vermogensvergelijking vervangt dit dubbel boekhouden echter niet. De uitkomsten van de vermogensvergelijking en de fiscale winst- en verliesrekening zijn hetzelfde. Aldus is de vermogensvergelijking een belangrijk controlemiddel. Vanuit de winst door vermogensvergelijking wordt dan ten slotte het belastbaar bedrag voor de Vennootschapsbelasting berekend.

## Voorbeeld
Van de BV ABC is gegeven dat het beginvermogen (1 januari 2018) € 320.000 bedraagt en het eindvermogen € 540.000 is. Er is nog gegeven dat er in de loop van het jaar een storting van aandelenkapitaal is ontvangen van € 60.000 en een dividend van € 10.000 aan de aandeelhouders is gedaan. De vermogensvergelijking kan nu als volgt worden opgesteld:
| Eindvermogen     | € 540.000 |
| Beginvermogen    | € 320.000 |
| Verschil         | € 220.000 |
| Af: Storting     | € 60.000  |
| Bij: Onttrekking | € 10.000  |
| Winst            | € 170.000 |

## Stortingen en onttrekkingen
Wezenlijke begrippen in de vermogensvergelijking zijn de stortingen en onttrekkingen. Het gaat in deze gevallen om privé-transacties met de ondernemer of aandeelhouder zelf. Welke termen hiervoor gebruikt worden hangt af van de rechtsvorm van de onderneming. Zo zal bij de eenmanszaak, maatschap of firma (alle vormen die vaak door natuurlijke personen worden gebruikt en onder de inkomstenbelasting vallen) meestal sprake zijn van privé-stortingen in de vorm van geld of goederen. Aan de andere kant kunnen er dan privé-opnames van geld of goederen zijn. Is er sprake van een BV, NV, andere vorm van kapitaalvennootschap of lichaam, dan is er doorgaans sprake van opnames in de vorm van (vermomd) dividend en stortingen in de vorm van kapitaalstortingen.

## Ontnemingsvorderingen en kasopstelling
Buiten het fiscale recht kan ook van de vermogensvergelijking gebruikgemaakt worden. Het gaat dan meestal om een vergelijking die ook wel kasopstelling genoemd wordt en plaatsvindt met als doel een ontnemingsvordering voor wederrechtelijk verkregen voordeel te bepalen. Dit wordt gedaan door het bureau BOOM bij Justitie, voluit het Bureau Ontnemingswetgeving Openbaar Ministerie. Kort gezegd is het dan de bedoeling onm een overzicht te krijgen van de ontvangsten (inkomsten) en uitgaven over een bepaalde periode.